# Điếm Giang
Điếm Giang (chữ Hán giản thể:垫江县, Hán Việt: Điếm Giang huyện) là một huyện thuộc thành phố trực thuộc trung ương Trùng Khánh, Cộng hòa Nhân dân Trung Hoa. Huyện này có diện tích 1518 km2, dân số năm 2006 là 887.000 người. Mã số bưu chính: Huyện này nằm ở đông bắc của Trùng Khánh. Về mặt hành chính, huyện này được chia ra thành 14 trấn, 12 hương (thời điểm năm 2005)